# Fort Saint-André (Salins-les-Bains)
Pour les articles homonymes, voir Fort Saint-André.
Le fort Saint-André est un fort situé à Salins-les-Bains, dans le département français du Jura, en Bourgogne-Franche-Comté ; d'origine médiévale, il a  été reconstruit à partir de 1674 par Vauban, ingénieur militaire du roi Louis XIV, à la suite du rattachement de la Franche-Comté à la France.

## Situation
Le fort est bâti sur le mont Saint-André, qui domine l'ouest de Salins, à une altitude de 604 mètres.

## Histoire
La première fortification sur le mont Saint-André est une tour datant de 1255, lorsque Jean de Chalon cherche à protéger la grande saline dont il a pris le contrôle en 1237. Une couronne de sites fortifiés protège alors la ville de Salins : à la tour Saint-André s'ajoutent le château de Bracon, les châtels Belin et Guyon, ainsi de nombreux autres ouvrages bâtis dans un rayon de vingt à trente kilomètres autour de la ville pour en garder les accès, dont les châteaux du  Poupet, de Pin, de Frontenay et de Nozeroy.
Détruite lors d'un siège, la tour saint-André est reconstruite en 1347 mais progressivement laissée à l'abandon. Entre 1638 et 1645, elle est renforcée d'un rempart et de casernements lors de la guerre de Dix Ans.
À la suite de la première conquête française de 1668, le prince d'Aremberg fait renforcer l'ouvrage. Le fort résiste ensuite 16 jours au siège du duc de la Feuillade en juin 1674 (seconde conquête).
À la suite du rattachement de la Franche-Comté au royaume de France, le fort est reconstruit sur les plans de Vauban de 1674 à 1679 à la demande du roi Louis XIV. La première pierre est posée le 18 octobre 1674 avec l'inscription Regnante Ludovico XIV, semper victore.

### Les travaux de Vauban
Le front de tête, situé à l'ouest, est composé d'une courtine encadrée par 2 demi-bastions avec la protection d'une fausse braie dotée d'un bastion. Le fossé d'origine, à l'avant, a été élargi et parcouru par un chemin couvert. Un premier accès est aménagé dans la fausse-braie, sur le flanc gauche du bastion, via un pont-levis.
Dans la fausse-braie, qui se prolonge au nord, un second accès (entrée actuelle) est ouvert, protégé par 2 pont-levis successifs sur le flanc gauche d'un petit bastion.
Le reste de l'enceinte est repris pour mieux s'adapter au contour naturel du site. Une excroissance rocheuse au sud-est  est coiffée d'un petit ouvrage : le réduit du nid d'aigle.
L'intérieur  de la fortification reçoit : 2 casernes avec étage (pour 500 militaires), un magasin à poudre (pour 40 t d'explosif), un arsenal, 2 citernes, une écurie, une chapelle, le pavillon du gouverneur...

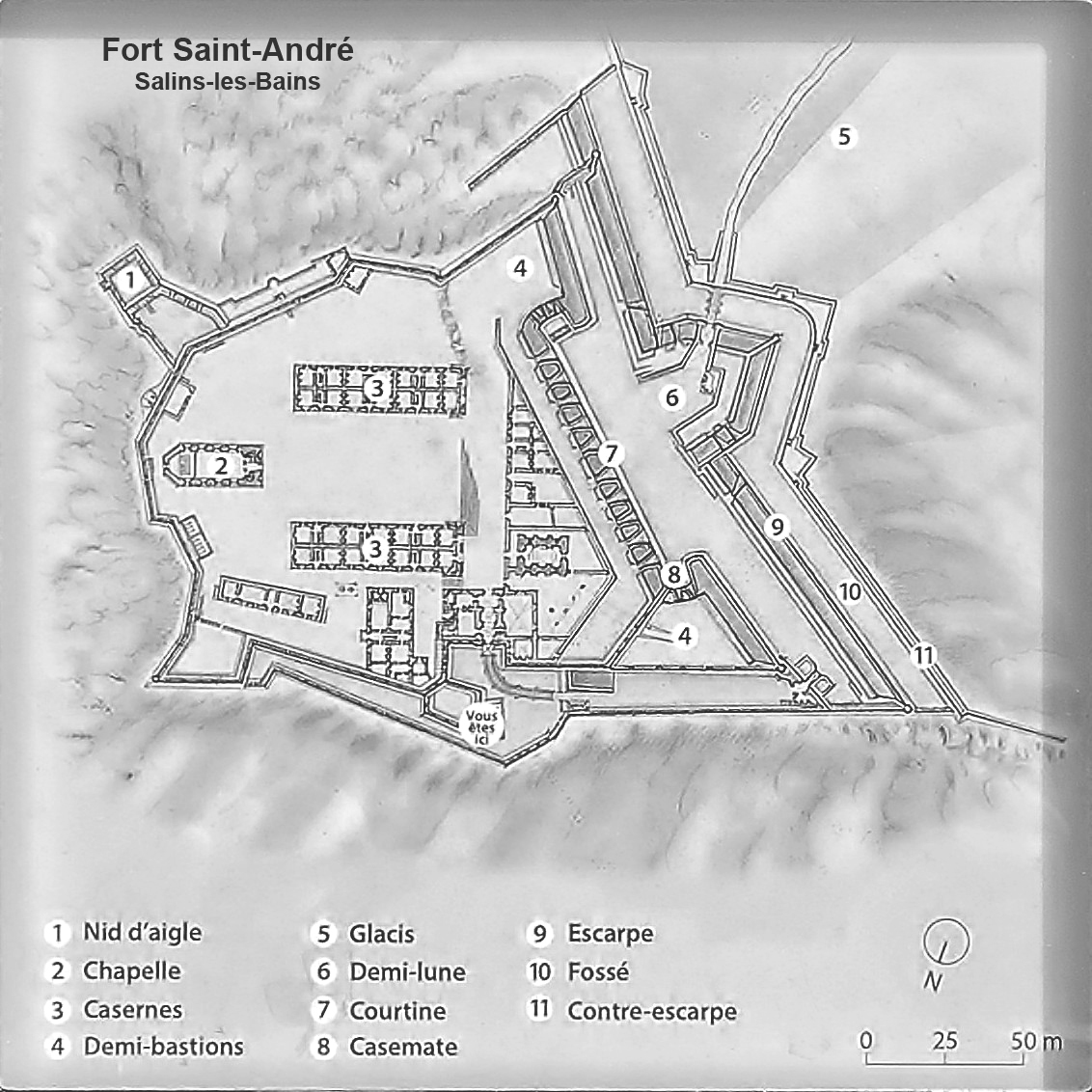
Plan du fort en 1693.
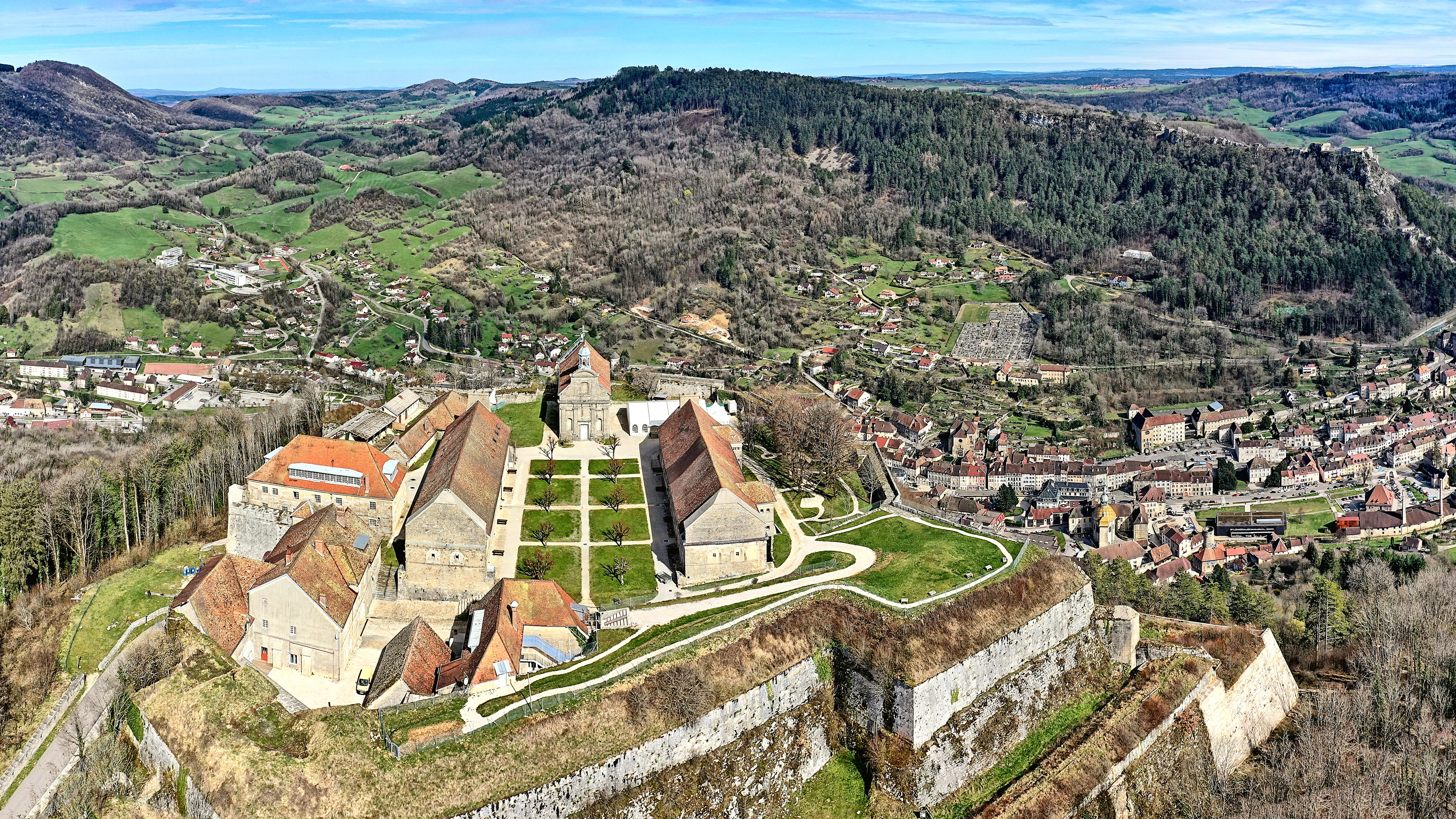
Le fort en 2023.

En 1682, sur ordre de Louvois, l'intendant de Franche-Comté fait aménager 2 chambres pour une douzaine de personnes impliquées dans l'affaire des poisons, ainsi Robert de Lamiré de Bachimont et son épouse Marie de La Haye de Saint Hilaire.
Le chemin stratégique est pavé en 1736.
Au cours de la Révolution française, le fort porte provisoirement le nom de Fort-Égalité.

### Le fort auxXIXeetXXesiècles
Le fort est conquis par les autrichiens en 1814, après que la courtine et les bastions du front de tête aient subi d'importants dégâts. Alors que les Autrichiens s'apprêtent à le détruire, le général Marulaz intercède favorablement auprès du prince Jean Ier de Liechtenstein pour qu'il n'en soit rien.
De nouveau assiégé en 1815, il résiste 2 jours.
Le front de tête est restauré en 1818, puis une campagne de travaux de renforcement des bâtiments a lieu, de 1833 à 1841, sous la monarchie de Juillet ; le bastion du front de tête est transformé en demi-lune et la porte nord est supprimée.

#### Guerre de 1870
Le 24 janvier 1871 les troupes prussiennes arrivent devant Salins défendue par 700 hommes environ ; la ville capitule dans l'après-midi du 26 janvier face à un ennemi très supérieur en nombre.
Les forts de Saint-André et de Belin, défendus par le commandant Fouleux et le capitaine  Brichard, résistent aux sommations adressées par les officiers prussiens.
Ils disposent d'une centaine d'artilleurs, d'une compagnie de Zouaves ainsi que de 200 hommes laissés par l'armée de l'Est. L'armement des forts se compose de 28 pièces. Compte tenu de l'avantage stratégique des 2 forts, les Prussiens renoncent à franchir la Cluse et doivent faire un détourpour se diriger vers la Suisse.
La défense de Salins contribua à ralentir l'ennemi et facilita ainsi le passage en Suisse d'une partie de l'armée de l'Est et la fuite par les Hauts plateaux des troupes dirigées par Crémer et Pallu de la Barrière. Les forts se rendront le 15 février.

#### XXesiècle
Le fort est ensuite utilisé comme casernement puis est déclassé en 1896. La garnison reste en place jusqu'en 1919. La ville de Salins s'en porte alors acquéreur et le cède à la Société des Eaux Minérales qui exploite les thermes de Salins-les-Bains.
Les Allemands l'occupent durant la seconde guerre mondiale et se rendent responsables de sérieuses destructions lors de l'évacuation.
Un projet d'hôtel luxueux relié à la vallée par un funiculaire est alors envisagé, mais il est bien vite abandonné. Des colonies ont ensuite lieu chaque été dans le fort.

## Le fort aujourd'hui
Le fort et ses dépendances forment sur plus de trois hectares un site classé par arrêté du 14 avril 1922 pour son caractère artistique,.
L'ensemble des fortifications et des bâtiments a été inscrit aux monuments historiques par arrêté du 8 octobre 1991, puis classé, à l'exception des parties récemment modifiées, par arrêté du 5 juillet 1993.
Depuis 2006, le fort a été transformé en résidence de tourisme avec 40 gîtes. Il est repris en 2019 et accueille toujours des évènements privés ou professionnels et également des groupes et des stages. En décembre 2022 il ouvre au public pour des visites guidées sur réservation. En raison de ses activités il ne se visite pas librement.
Abandonnés un temps à la végétation, les abords et les remparts du fort ont fait l'objet de travaux de défrichage réalisés par une association de bénévoles. Aujourd'hui, le fort et une partie de ses abords sont entretenus par la société exploitant le lieu.